# The Last of Our Kind
A The Last of Our Kind (magyarul: Az utolsó a fajtánkból) a kanadai–svájci Rykka dala, mellyel Svájcot képviselte a 2016-os Eurovíziós Dalfesztiválon, Stockholmban. A dal az svájci SRG SSR által szervezett nemzeti döntőben nyerte el az eurovíziós indulás jogát 2016. február 13-án.

## Eurovíziós Dalfesztivál
A dalt az Eurovíziós Dalfesztiválon a május 12-i második elődöntőben adta elő, fellépési sorrendben harmadikként a Lengyelországot képviselő Michał Szpak Color of Your Life című dala után, és az Izraelt képviselő Hovi Star Made of Stars című dala előtt. Az elődöntőben a tizennyolcadik, utolsó helyen végzett, így nem jutott tovább a május 14-i döntőbe.
A következő svájci induló a Timebelle Apollo című dala volt a 2017-es Eurovíziós Dalfesztiválon.